# Hypocaccus erosus
Hypocaccus erosus är en skalbaggsart som först beskrevs av Thomas Vernon Wollaston 1864.  Hypocaccus erosus ingår i släktet Hypocaccus och familjen stumpbaggar. Inga underarter finns listade i Catalogue of Life.